# Чемпионат СССР по лыжным гонкам 1959
31-й личный чемпионат СССР по лыжным гонкам разыгрывался на IV Спартакиаде профсоюзов в Свердловске с 8 по 12 марта 1959 года. Соревнования проводились по пяти дисциплинам — гонки на 15, 30 и 50 км (мужчины), гонки на 5 и 10 км (женщины).
Эстафеты мужчин и женщин проводились в Бакуриани 7 февраля (Грузинская ССР) 1959 года.

## Медалисты

### Мужчины
|                  | Золото                                                                            | Серебро                                                                  | Бронза                                                             |
| ---------------- | --------------------------------------------------------------------------------- | ------------------------------------------------------------------------ | ------------------------------------------------------------------ |
| Гонка на 15 км   | Галиев Николай «Труд» Ярославль                                                   | Колчин Павел «Динамо» Москва                                             | Кондаков Сергей ЦСК МО Москва                                      |
| Гонка на 30 км   | Кондаков Сергей ЦСК МО Москва                                                     | Шелюхин Анатолий «Труд» Кострома                                         | Губин Александр Советская Армия Свердловск                         |
| Гонка на 50 км   | Шелюхин Анатолий «Труд» Кострома                                                  | Терентьев Федор ЦСК МО Москва                                            | Кондаков Сергей ЦСК МО Москва                                      |
| Эстафета 4х10 км | «Спартак» Морщинин Павел Иерусалимский Владимир Волков Николай Рудковский Евгений | «Динамо»-1 Сивков Михаил Аникин Николай Тихомолов Станислав Колчин Павел | «Труд» Утробин Иван Худяков Леонид Галиев Николай Шелюхин Анатолий |

### Женщины
|                 | Золото                                                                    | Серебро                                                                                           | Бронза                                                                            |
| --------------- | ------------------------------------------------------------------------- | ------------------------------------------------------------------------------------------------- | --------------------------------------------------------------------------------- |
| Гонка на 5 км   | Ерошина Радья «Локомотив» Москва                                          | Козырева Любовь «Буревестник» Москва                                                              | Поликарпова(Каткова) Мария «Спартак» Москва                                       |
| Гонка на 10 км  | Колчина Алевтина «Динамо» Москва                                          | Ерошина Радья «Локомотив» Москва                                                                  | Козырева Любовь «Буревестник» Москва                                              |
| Эстафета 4х5 км | «Динамо»-1 Ачкасова Вера Поликарпова Мария Каалисте Анна Колчина Алевтина | «Буревестник» Царёва Валентина Масленникова Маргарита Лушникова Руфина Баранова (Козырева) Любовь | «Динамо»-2 Жаворонкова Мария Корулина Галина Балашова Валентина Брызгалова Галина |